# مرتزقة القوات الشعبية
مرتزقة القوات الشعبية هي مجموعة مرتزقة فلسطينية مسلحة في قطاع غزة، مدعومة من إسرائيل ويقودها ياسر أبو شباب، وتعارض حركة حماس ونشاطها ضد الجيش الإسرائيلي.
تتألف هذه المجموعة، من حوالي 300 مرتزق ينشطون في المنطقة الشرقية من رفح. وُجّهت إلى هؤلاء المرتزقة، اتهامات بسرقة المساعدات الإنسانية في محاولة لمواجهة حركة حماس تم الكشف عن الدعم الإسرائيلي لمرتزقة القوات الشعبية فقط في يونيو 2025، رغم أن المجموعة كانت نشطة منذ أواخر عام 2024 على الأقل.
خلال الحرب الإسرائيلية على قطاع غزة، زعم أبو شباب أن قواته  قد طهرت شرق رفح من مقاتلي حركة حماس. وقالت تقارير أن المجموعة نهبت المساعدات الإنسانية المرسلة إلى غزة. ويزعم أبو شباب أن مجموعته تحظى بدعم من السلطة الوطنية الفلسطينية. وتزعم المجموعة أنها تحمي المدنيين من ما أسمته "إرهاب حماس" ومن "لصوص المساعدات".

## كمين القسام ضد مرتزقة القوات الشعبية 30/5/2025
بثت كتائب القسام – الجناح العسكري لحركة المقاومة الإسلامية (حماس)، مشاهد لاستهداف مجموعة من المستعربين التابعين لجيش الاحتلال الإسرائيلي شرق مدينة رفح جنوبي قطاع غزة. وأظهرت اللقطات عناصر من المستعربين بلباس مدني أثناء تحركهم قرب الحدود واقتحامهم منازل في المنطقة، كما وثقت تفجير عناصر القسام لمنزل مفخخ خلال وجود القوة بداخله، مما أدى إلى سقوط قتلى وجرحى في صفوفهم.
وقالت الكتائب إن جيش الاحتلال استخدم “عددا من المستعربين في عمليات تمشيط المنازل والبحث عن الأنفاق والمقاومين خلال التوغل في مختلف مناطق القطاع”[]